# Tortula ampliretis
Tortula ampliretis là một loài rêu trong họ Pottiaceae. Loài này được Crundw. & D.G. Long mô tả khoa học đầu tiên năm 1978.